# Groottandzaagvis
De groottandzaagvis of Leichhardts zaagvis (Pristis microdon) is een zaagvis uit de familie Pristidae. De soort komt voor in de ondiepe, tropische wateren van de Indische- en Grote Oceaan tussen de 11° N en 39° Z breedtegraad. De soort kan 7 meter lang worden en is eierlevendbarend.

## Taxonomie
Door sommige biologen wordt deze soort gezien als een synoniem van P. perotteti en het is onzeker op welke soort de naam P. microdon betrekking heeft (de originele beschrijving miste een type).

## Zaag
De zaagvis heeft een lange bek omrand met scherpe tanden. Door met zijn kop te zwaaien, kan hij zo prooien verwonden of doorsnijden om ze zo op te eten. Hij kan er ook zijn prooi mee vastspelden om die zo naar de bodem mee te nemen. Het orgaan lijkt daarnaast gevoelig voor elektrische signalen, waarmee hij zijn prooien kan opsporen.

## Status op de Rode Lijst
Er bestaat geen gerichte visserij op deze soort. De soort ondervindt grote schade door ongewilde bijvangsten omdat deze rog snel verward raakt in netten. Verder zijn kustgebieden met mangrovebos belangrijk voor de ontwikkeling van de jonge levensstadia. Deze leefgebieden worden vaak bedreigd door landbouwkundige ontwikkeling, mijnbouw, uitbreiding van steden met zeehavens, jachthavens en ander recreatievoorzieningen en lozing van vervuild water in Noord-Australië en het zuiden van Nieuw-Guinea. Doordat haaien en roggen zich veel minder snel voortplanten (K-strategie) dan de vissoorten waarop gejaagd wordt, zijn ze kwetsbaar voor uitsterven. Daarom staat de groottandzaagvis als een ernstig bedreigde soort op de Rode Lijst van de IUCN. Deze soort valt sinds 2013 onder de bijlage II van de CITES-overeenkomst, waardoor handel in levende groottandzaagvissen mogelijk is onder zeer strikte voorwaarden en alleen in het kader van projecten die te maken hebben met natuurbehoud. Handel in andere soorten zaagvissen is zonder uitzonderingen verboden (Bijlage I).